# Remco Coppejans
Remco Coppejans (Reeuwijk, 17 augustus 2001) is een Nederlandse acteur. Hij is onder andere bekend van zijn rol als Robbe in de televisieserie Kosmoo.
Coppejans heeft tevens rollen gespeeld in de musical Klaas Vaak in de Efteling, de film Code M (2015) en de televisieserie Brugklas. Ook heeft hij de hoofdrol in de jeugdserie Kosmoo, als Robbe Williams. In 2020 sprak hij de Nederlandse stem van Freddy Lupin in 100% Wolf in.